# Marco Gabbiadini
Ne pas confondre avec Manolo Gabbiadini, footballeur international italien.
Marco Gabbiadini est un footballeur anglais, né le 20 janvier 1968 à Nottingham, Angleterre. Évoluant au poste d'avant-centre, il est principalement connu pour ses saisons à York City, Sunderland, Derby County, Darlington et Northampton Town ainsi que pour avoir été sélectionné en Angleterre espoirs et en Angleterre B.

## Biographie

### Carrière de joueur
Natif de Nottingham, d'une mère anglaise et d'un père italien, il vit ensuite avec ses parents à York, où il est formé dans les équipes de jeunes du club local. Il y signe un contrat de stagiaire à 16 ans en 1984 avant d'intégrer l'équipe première et de passer professionnel dès l'année suivante.
Ses débuts prometteurs font de lui un grand espoir du football anglais et il est très rapidement sélectionné en Angleterre moins de 18 ans, aussi pour éviter qu'il ne soit récupéré par une sélection italienne à laquelle il peut prétendre, étant donné la nationalité de son père.
Ses statistiques à York City sont celles d'un attaquant confirmé alors qu'il vient juste de découvrir le haut niveau à 17 et 18 ans. Il inscrit ainsi un total de 18 buts en 50 titularisations et 21 entrées en cours de jeu pour les Minstermen, dont un hat-trick à 18 ans contre Darlington.
Quand Denis Smith, l'entraîneur qui l'avait fait éclore et devenu son mentor, est parti à Sunderland, il emmena dans ses valises Gabbiadini, signé pour 80 000£ le 23 septembre 1987. Les Black Cats venaient alors d'être relégués en Third Division et il leur manquait dans leur effectif un buteur de haut niveau pour espérer pouvoir remonter en Second Division. Denis Smith pensait que Gabbiadini serait ce buteur attendu et accepta de vendre un milieu de terrain, Mark Proctor à Sheffield Wednesday, pour avoir les fonds nécessaires au transfert. 
Gabbiadini fait donc ses débuts lors d'une défaite 0-2 contre Chester City au Roker Park et inscrit des deux premiers buts trois jours plus tard pour une victoire 3-0 contre Fulham au Craven Cottage. Il inscrit deux autres doublés lors des deux matches suivants, ce qui l'installe dans une très bonne dynamique pour ses débuts. Il devient rapidement un joueur-clé dans l'effectif du club et l'un des chouchous du public. Avec son partenaire d'attaque Eric Gates, ils furent surnommés par les supporters la G-Force. Lors de sa première saison, Gabbiadini inscrit 21 buts en 35 matches et aide son entraîneur à tenir son engagement de remontée immédiate en Second Division. Celui-ci déclara alors : « Si je devais accepter une offre d'achat pour Gabbiadini, je ferais mieux alors de me renvoyer plutôt moi-même. »
La seconde saison de Gabbiadini à Sunderland continua à l'installer parmi les attaquant réputés d'Angleterre, prouvant qu'il était capable de marquer tout autant en Second Division. Malheureusement pour lui, il connait lors de cette saison des problèmes de discipline, recevant deux cartons rouges, l'un en FA Cup, ce qui participa à l'élimination des Black Cats par Oxford United, et l'autre après avoir frappé un joueur d'Ipswich Town en train de célébrer un hat-trick, ce qui lui valut un total de 11 matches de suspension.
Malgré ces matches manqués, il termina meilleur buteur du club avec 18 buts inscrits en 36 matches de championnat joués et 5 buts en 8 matches de coupe joués. Il devient aussi le premier joueur de Sunderland à remporter le prix du meilleur joueur d'Angleterre du Nord-Est, décerné par l'association des journalistes de football.
Sa troisième saison est une grande réussite avec 22 buts inscrits en 49 matches de championnat, dont le 9 septembre 1989, un hat-trick contre Watford au Roker Park. De plus, Sunderland dans son ensemble réalise une bonne saison participant à la lutte dans le haut du classement et décrochant une place en play-offs de promotion. Le 18 mai 1990, il inscrit son but qui laisse le plus de souvenirs dans la mémoire des supporters, le second de la victoire 2-0 contre les rivaux de Newcastle United à St James' Park, lors de la demi-finale des play-offs de promotion. Malgré une défaite 0-1 en finale de ces play-offs contre Swindon Town, sur un but contre son camp de Gary Bennett (en), Sunderland obtiendra finalement la promotion en First Division à la suite d'une condamnation pour malversation financière de Swindon Town.
La première saison en 1990-1991 de Gabbiadini en plus haut niveau de la Football League est plus compliquée. Son compère d'attaque, Eric Gates, est parti et il a du mal à retrouver le même niveau de performance avec son nouveau coéquipier Peter Davenport. Il n'inscrit que 9 buts en 31 matches de championnat, soit son plus faible total et ne peut aider le club à éviter la relégation. Il termine toutefois meilleur buteur du club pour la quatrième saison d'affilée.
La saison 1991-1992, la dernière de Gabbiadini à Sunderland, début de la meilleure des manières avec 5 buts inscrits lors des 9 premiers matches de championnat, dont un hat-trick en à peine 6 minutes, le 17 septembre 1991, contre Charlton Athletic à l'Upton Park. Ce seront ces derniers buts pour les Black Cats car s'il rejoue une dernière fois quatre jours plus tard pour une défaite 1-2 contre Grimsby Town au Roker Park, il quitte le club le 23 septembre 1991, au grand désespoir des supporters, après avoir inscrit un total de 87 buts en 185 apparitions.
Il rejoint alors Crystal Palace pour 1 800 000£, ce qui représente un record pour l'époque pour le club. Les Eagles l'ont recruté afin de trouver un remplaçant à leur star, Ian Wright, parti pour Arsenal quelques jours plus tôt pour 2 500 000£. 
Malheureusement, la saison ne se déroula pas aussi bien que les précédentes. Pas aussi souvent titularisé qu'il l'aurait souhaité, il n'inscrit que 7 buts, dont 5 en championnat, avant d'être transféré quatre mois plus tard à Derby County pour 1 000 000£. 
Les Rams essayaient à ce moment-là de se construire une équipe capable d'obtenir la promotion en Premier League et recrutaient de nombreux joueurs réputés. Ainsi, Gabbiadini avait pour partenaires d'attaque Paul Kitson et Tommy Johnson, recrutés respectivement à Leicester City et Notts County. Gabbiadini est élu Meilleur joueur de l'année par les supporters du club pour la saison 1993-1994, la première saison entière qu'il passe au club. La saison suivante, il termine meilleur buteur du club avec 13 buts marqués.
Il est l'un des joueurs piliers de l'effectif trois saisons jusqu'à ce que, à l'issue de la saison 1995-1996, le club obtienne la promotion en Premier League. À ce moment, en effet, Derby County recrute massivement de nouveaux joueurs dans l'optique de se construire un effectif compétitif en Premier League et ne pense pas que Gabbiadini soit au niveau.
Lors de la saison 1996-1997, Gabbiadini ne joue que 14 matches pour les Rams avant de connaître deux prêts à Birmingham City et à Oxford United. Il connaît aussi des blessures dont l'une qui réduit à la portion congrue son prêt à Birmingham City. Il décide alors de découvrir d'autres championnats et s'engage pour le club grec de Paniónios. Malheureusement, son adaptation en Grèce est compliquée et il décide de revenir rapidement en Angleterre.
Il signe alors un contrat de quelques mois à Stoke City pour finir la saison 1997-1998. Pour sortir de cette spirale négative et se ressourcer, il retourne dans son club formateur, York City pour un prêt avec option d'achat, mais cela n'aura pas l'effet escompté. L'entraîneur des Minstermen, Alan Little (en), déclare alors même que : « Gabbiadini n'a plus le même niveau de jeu qu'auparavant » et York City décide de ne pas lever l'option d'achat.
Gabbiadini rejoint alors Darlington où il passe deux saisons. C'est enfin une réussite avec plus de 50 buts inscrits en matches officiels (dont 47 en 82 matches de championnat). Lors de la saison 1999-2000, il termine meilleur buteur du championnat avec 25 réalisations et aide son club à atteindre les play-offs de promotion mais lors de la demi-finale contre Hartlepool United, Gabbiadini est agressé par un supporter. Le club atteint tout de même la finale qu'il perd contre Peterborough United. Il est nommé Joueur de l'année de la Division 3 et est élu Meilleur joueur de tous les temps à Darlington. Malgré ces succès, il décide de partir pour jouer dans un club de plus haut niveau, en signant à Northampton Town.
Lors de sa première saison chez les Clobbers, il s'impose comme un titulaire indiscutable, marquant notamment un but mémorable, inscrit depuis le rond central, contre Cardiff City au Ninian Park. Toutefois, son total de buts n'est pas très élevé (simplement six réalisations en championnat) et des blessures viennent ensuite gâcher ses saisons suivantes. Il recule alors son positionnement sur le terrain et joue plus souvent milieu de terrain qu'attaquant. Cela ne l'empêche pas de terminer meilleur buteur du club lors de la saison 2002-03. Toutefois, à l'issue de son contrat de trois ans, il ne se voit pas proposer de prolongation et quitte donc le club après avoir joué plus de 130 matches et inscrit plus de 30 buts.
Son club précédent, Darlington, où il n'avait laissé que des bons souvenirs, l'autorise à s'entraîner avec l'effectif professionnel du club et essaie même alors de le recruter de nouveau. Toutefois, Gabbiadini préfère relever un nouveau défi en signant pour Hartlepool United. Sa signature pour les Monkey Hangers ne se fait pas sans difficulté, car il s'agit du grand rival de Darlington, et Gabbiadini est donc considéré comme un ennemi du club. De plus, son agression quelques années auparavant par un supporter d'Hartlepool United est encore dans toutes les têtes.
Toutefois, son début de saison avec 7 buts inscrits pour 12 titularisations et 6 entrées en cours de jeu en championnat lui fait gagner le cœur des supporters. Il inscrit aussi un doublé en FA Cup pour une victoire 4-0 contre Whitby Town (en). Ce seront malheureusement ses derniers buts car des blessures à répétition au genou l'obligeront à mettre un terme à sa carrière. Il tenait alors absolument à jouer le tour suivant de la FA Cup qui l'aurait vu affronter son ancien club prestigieux de Sunderland mais les médecins lui interdirent de jouer.
Gabbiadini annonça alors qu'il prenait sa retraite de joueur en janvier 2004, après plus de 750 matches officiels dont 665 en championnat pour 226 buts inscrits. Il s'est reconverti en devenant propriétaire d'une maison d'hôte à York qu'il gère en famille puis en devenant consultant pour Sky Sports et sur BBC Newcastle (en).

### Carrière internationale
Il porte à deux occasions le maillot de l'équipe d'Angleterre espoirs, lors du tournoi de Toulon en juin 1989 (défaite 2-3 contre la Bulgarie espoirs le 5 juin 1989 et défaite 0-2 contre les États-Unis espoirs le 11 juin 1989).
Il reçoit aussi une sélection en Angleterre B, le 24 avril 1990, pour une victoire 2-0 contre la Tchécoslovaquie au Roker Park.

## Palmarès
- Sunderland :
  - Champion de Third Division : 1987-1988